# جیلو (نیشابور)
جیلو روستایی در دهستان درب قاضی بخش مرکزی شهرستان نیشابور استان خراسان رضوی ایران است.

## جمعیت
بر پایه سرشماری عمومی نفوس و مسکن در سال ۱۳۹۵ جمعیت این روستا ۵۳۹ نفر (۱۹۲خانوار) بوده‌است.
ویرایش و توسعه توسط محمد محمدیان. 
جمعیت روستای جیلو در سال ۱۳۹۹
به صورت تقریبی ۱۰۵۰نفر ۲۶۳ خانوار بوده است. {ممکن است جمعیت کمتر یا بیشتر از عدد تعیین شده باشد}.